# Resolució 987 del Consell de Seguretat de les Nacions Unides
La Resolució 987 del Consell de Seguretat de les Nacions Unides fou adoptada per unanimitat el 19 d'abril de 1995. Després de reafirmar totes les resolucions sobre els conflictes en l'antiga Iugoslàvia, en particular la Resolució 982 (1994) el Consell va reclamar mesures per garantir la seguretat, la seguretat i llibertat de moviment de la Força de Protecció de les Nacions Unides (UNPROFOR) a Bòsnia i Hercegovina dels atacs que patia.
El Consell estava preocupat per la persistència dels combats a Bòsnia i Hercegovina i les violacions de les resolucions 781 (1992) i 816 (1993) malgrat els acords d'alto el foc i la inacceptabilitat de resoldre el conflicte a través de mitjans militars. També va assenyalar els recents atacs contra el personal de la UNPROFOR que van provocar morts francesos i la necessitat de respectar la situació del personal de les Nacions Unides.
Actuant en virtut del Capítol VII de la Carta de les Nacions Unides, el Consell ha posat èmfasi en la responsabilitat de les parts i altres implicats de garantir la seguretat, la integritat i llibertat de moviment de la UNPROFOR, cridant a aturar tots els atacs i intimidacions contra la Força. El secretari general Boutros Boutros-Ghali va demanar proposar mesures que podrien adoptar-se per prevenir els atacs contra la UNPROFOR i que aquesta pugui dur a terme el seu mandat.
Es va instar a les parts a Bòsnia i Hercegovina a acordar una extensió de l'alto al foc i cessament d'hostilitats i reprendre les negociacions per a una solució política general.